# Coop Zone (Coopérative de l'Université Laval)
Pour les articles homonymes, voir Zone.
Née d'une initiative étudiante en 1986, et légalement constituée en 1987, la Coopérative de l'Université Laval (souvent désigné par son diminutif commercial « Coop Zone ») est une entreprise coopérative œuvrant dans la vente de produits destinés à la communauté de l'Université Laval. Ses membres bénéficient de rabais grâce à la ristourne directe à l’achat. Son conseil d'administration est majoritairement composé d'étudiants.
Avec un chiffre d'affaires de 50,9 millions $CAN et 58 442 membres, il s'agit de la plus grande coopérative en milieu scolaire au Québec.
Elle a été reconnu comme librairie universitaire canadienne numéro un par le Globe and Mail en 2007.

## Histoire
La coopérative est née en 1987 sous l'appellation « Procure coopérative de matériel étudiant ». En 1996, la coopérative fusionne avec sa concurrente sur le campus « Coop Comptoir Sciences » pour former l'entité actuelle.

## Structure

### L'assemblée générale
L'assemblée générale des membres a lieu en septembre de chaque année. Lors de l'assemblée, les membres présents procèdent à l'élection des personnes qui formeront le conseil d'administration, reçoivent les résultats financiers en plus de voter sur différentes propositions touchant les règlements de l'entreprise le cas échéant. Tous les membres peuvent y participer.

### Conseil d'administration
Le conseil d'administration exerce une surveillance sur la gestion de la coopérative et décide des grandes orientations stratégiques qui guident son développement. Le conseil est formé de 15 personnes, dont 8 sont des étudiants.

### Comité exécutif
Le comité exécutif exerce un suivi hebdomadaire sur les affaires de la coopérative et exécute les résolutions du conseil d'administration. Il est formé du président, du vice-président et de deux autres administrateurs.

### Direction générale
Le directeur général est responsable de toute la gestion de la coopérative. Il travaille en étroite collaboration avec les membres du comité exécutif. Monsieur Éric Fong occupe le poste de directeur général de la coopérative.

### Le personnel
En plus de ses 36 employés réguliers en poste dans ses 4 points de service, l'entreprise procure, lors des rentrées scolaires, des emplois à 196 étudiants de l'Université Laval.

## Points de vente
La coopérative comprend 4 points de vente disséminés dans les pavillons de l'Université Laval et du Cégep Limoilou, permettant de répondre à diverses clientèles :
- Coop Zone Campus : succursale principale de la coopérative située dans le pavillon Maurice-Pollack de l'Université Laval et regroupant tous les secteurs

- Coop Zone Centre-ville : succursale spécialisée en matériel d'artiste et en produits Apple. Cette succursale a inauguré son Espace Apple en septembre 2014
- Coop Zone Facultaire : succursale située dans le pavillon Ferdinand-Vandry à l'Université Laval et spécialisée en sciences de la santé
- Coop Zone Limoilou : une (1) succursales situées au Cégep Limoilou

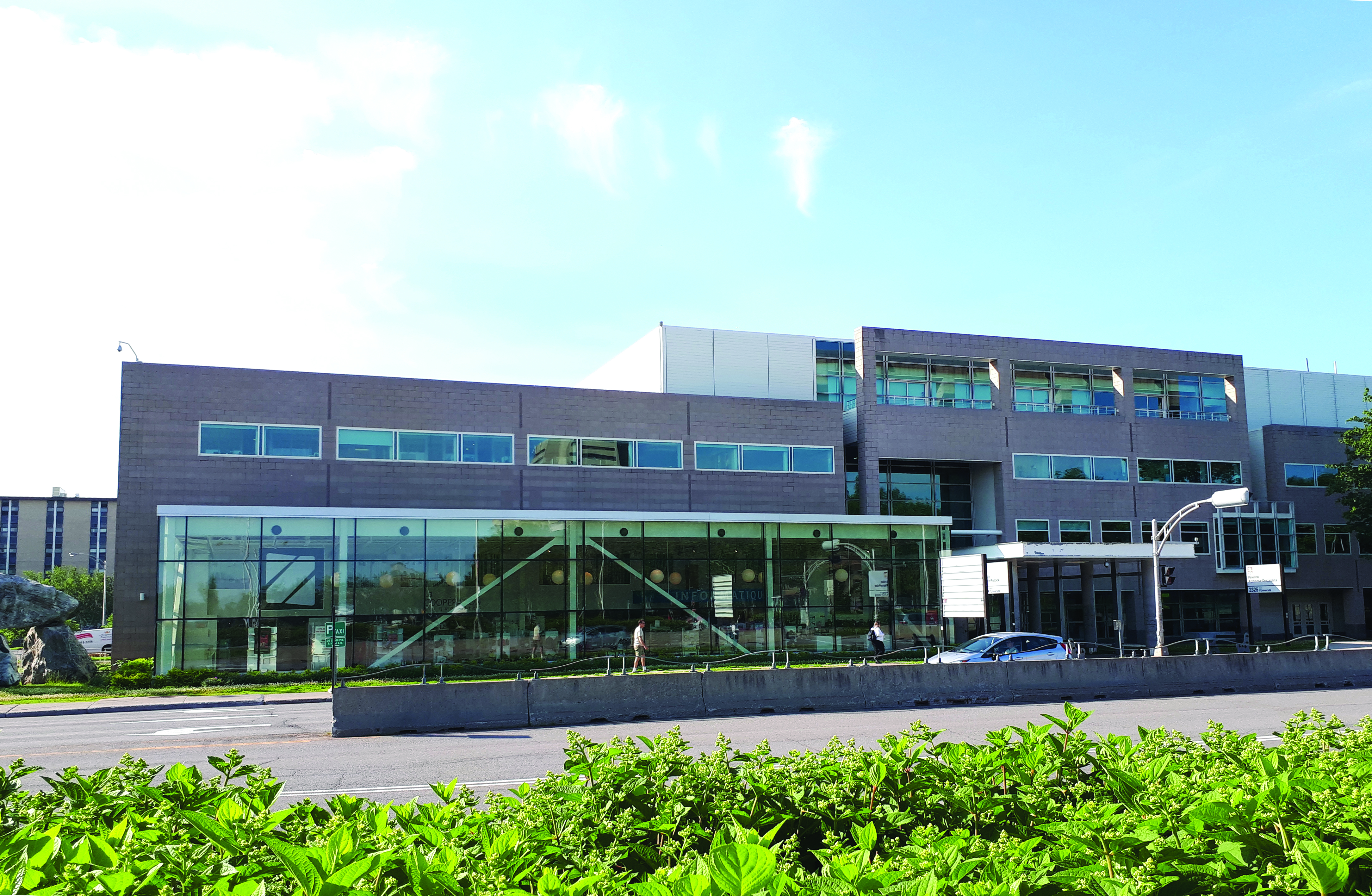
Coop Zone Campus, succursale du Pavillon Maurice-Pollack de l'Université Laval
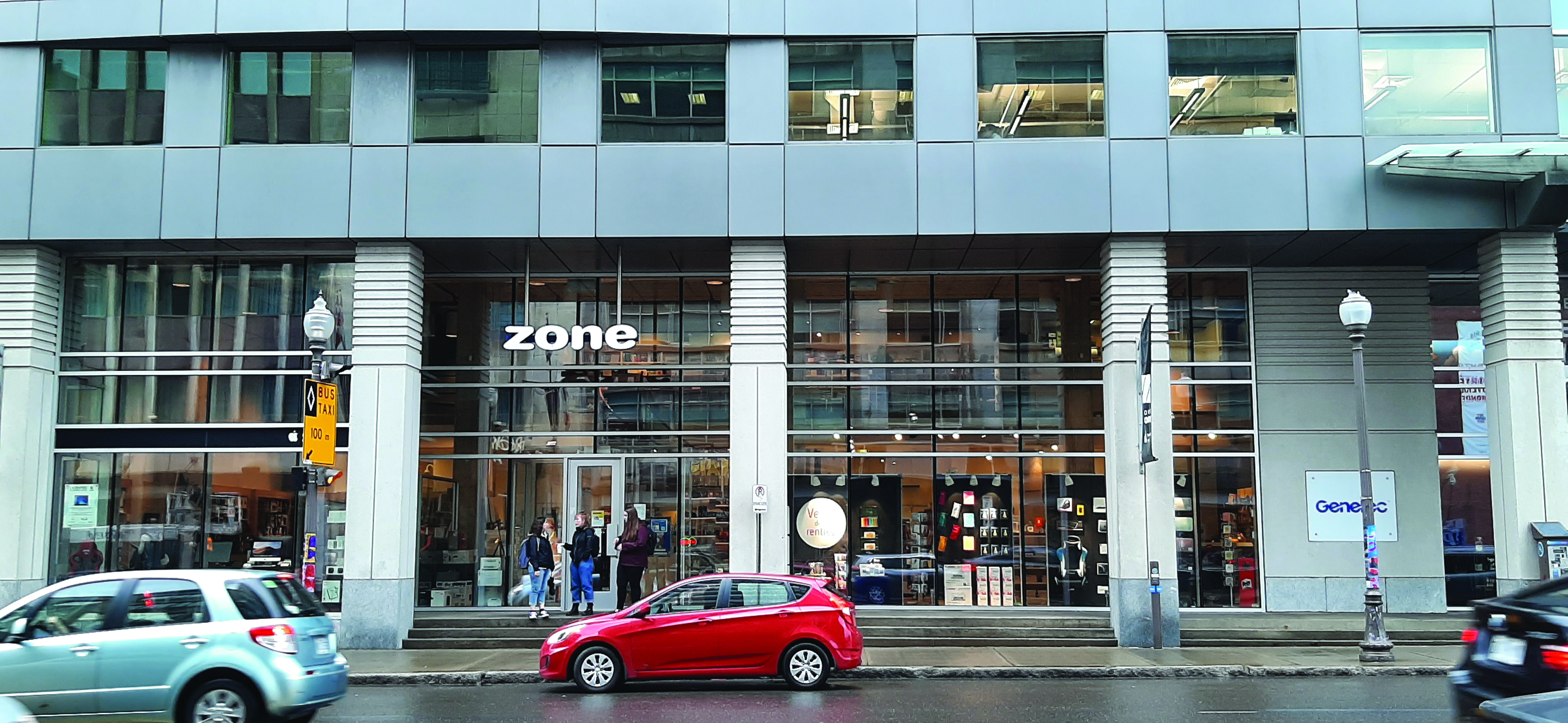
Coop Zone Centre-ville, succursale située dans l'édifice Beenox

## Engagement communautaire
La coopérative a versé 509 069$ en rabais aux membres pour l'année 2020-2021.

## Identité visuelle

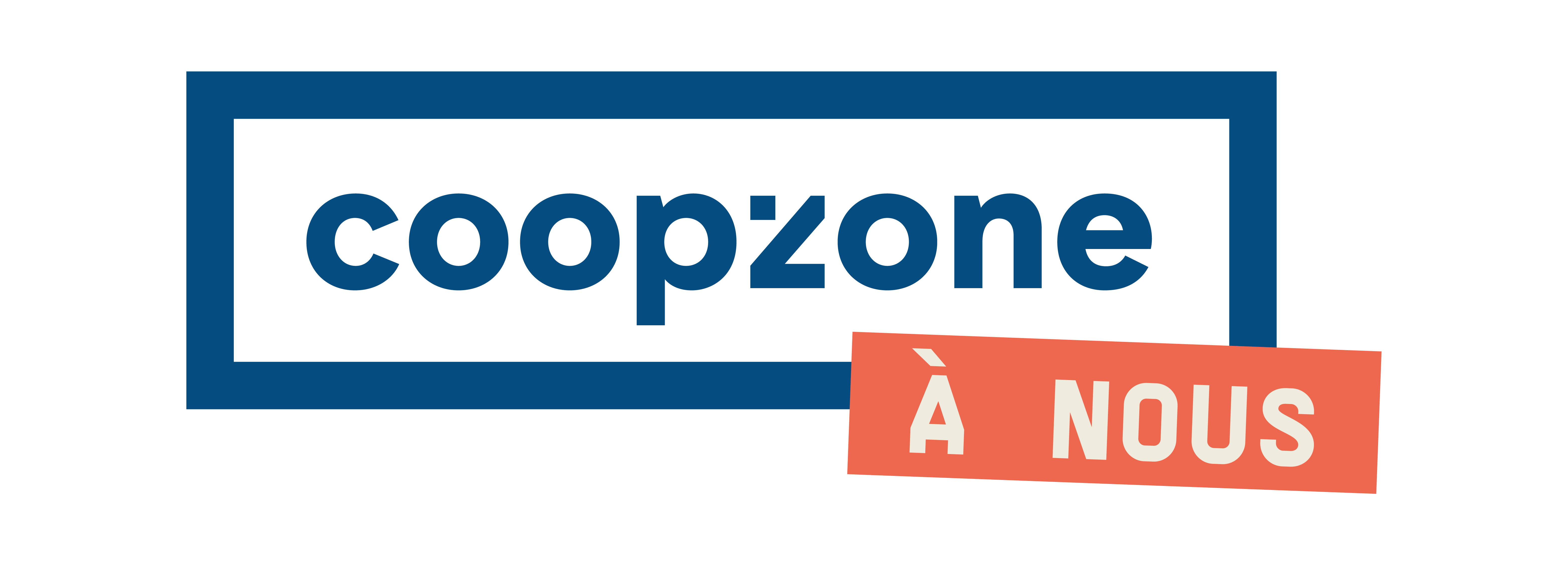
Logo actuel.
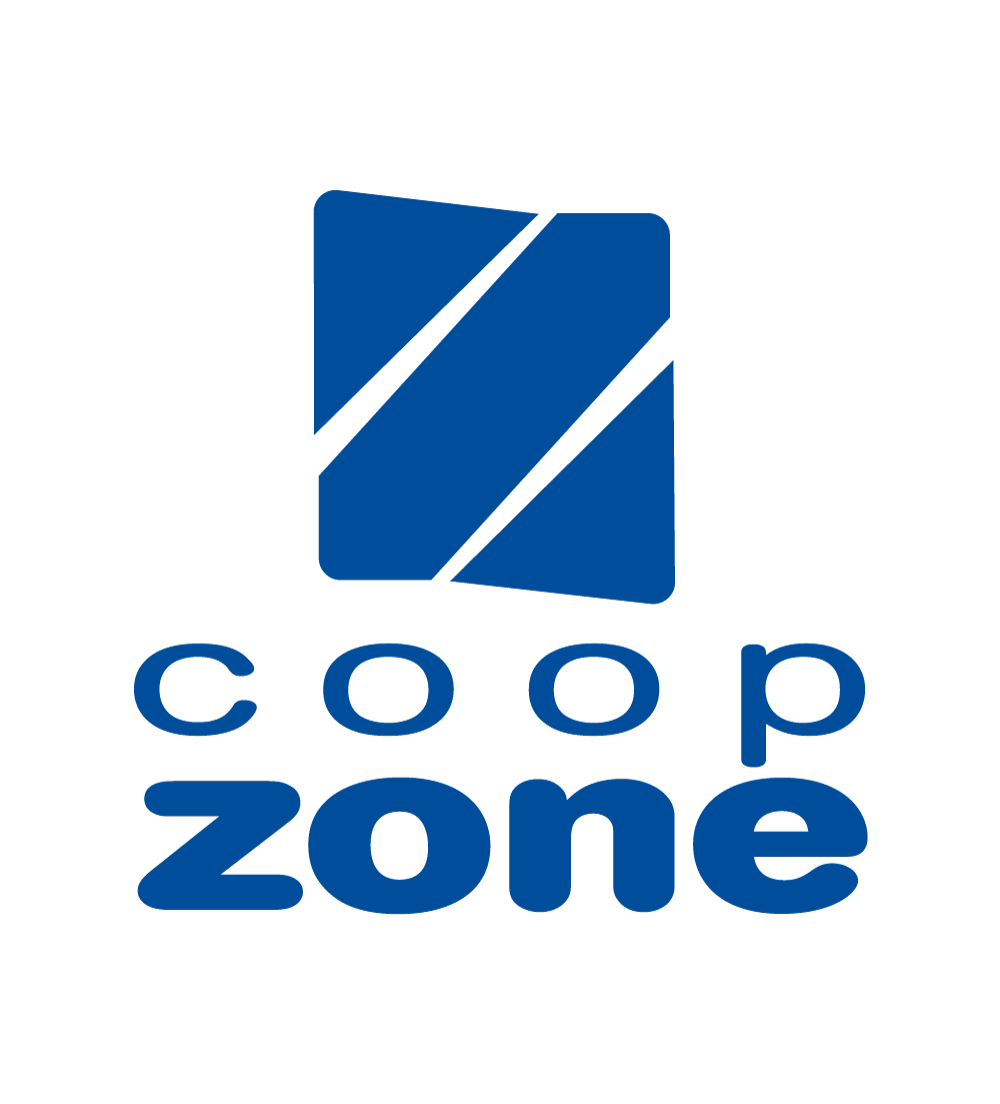
Ancien logo.
Ancien logo.